# プリンセス・ロイヤル (巡洋戦艦)
プリンセス・ロイヤル (HMS Princess Royal) は、イギリス海軍の巡洋戦艦。ライオン級の2番艦。

## 艦歴
バロー＝イン＝ファーネスのヴィッカース社で1910年5月2日に起工。1911年4月29日進水。1912年11月14日就役。就役後第1巡洋艦戦隊に編入される。第1巡洋艦戦隊は1913年1月に第1巡洋戦艦戦隊と改名された。第1巡洋艦戦隊は1914年2月にブレストを、6月にロシアを訪問した。
第一次世界大戦中、1914年8月28日のヘリゴラント・バイト海戦に参加。
9月28日にプリンセス・ロイヤルはクロマティから出港し、イギリスへ向かう兵員輸送船団と合流した。10月26日に第1巡洋艦戦隊に合流したが、数日後にはドイツ東洋艦隊の捜索にあたる北アフリカ・カリブ海戦隊へ増援として派遣された。11月21日にプリンセス・ロイヤルはハリファックスに到着し、ニューヨーク市沖に数日留まった後、東洋艦隊がパナマ運河を使用した場合に備えるためカリブ海へ向かった。東洋艦隊が12月7日のフォークランド沖海戦で撃破されると、プリンセス・ロイヤルは12月19日にジャマイカのキングストンを離れイギリスへ向かった。
1915年1月24日ドッガー・バンク海戦参加。
1916年5月31日、ユトランド沖海戦に参加。22名が戦死し81名が負傷した。
1922年スクラップとして売却され、1926年に解体された。
ウォルター・コーワン提督は1915年から1917年までプリンセス・ロイヤルの艦長職を務め、ユトランド沖海戦で指揮を行った。

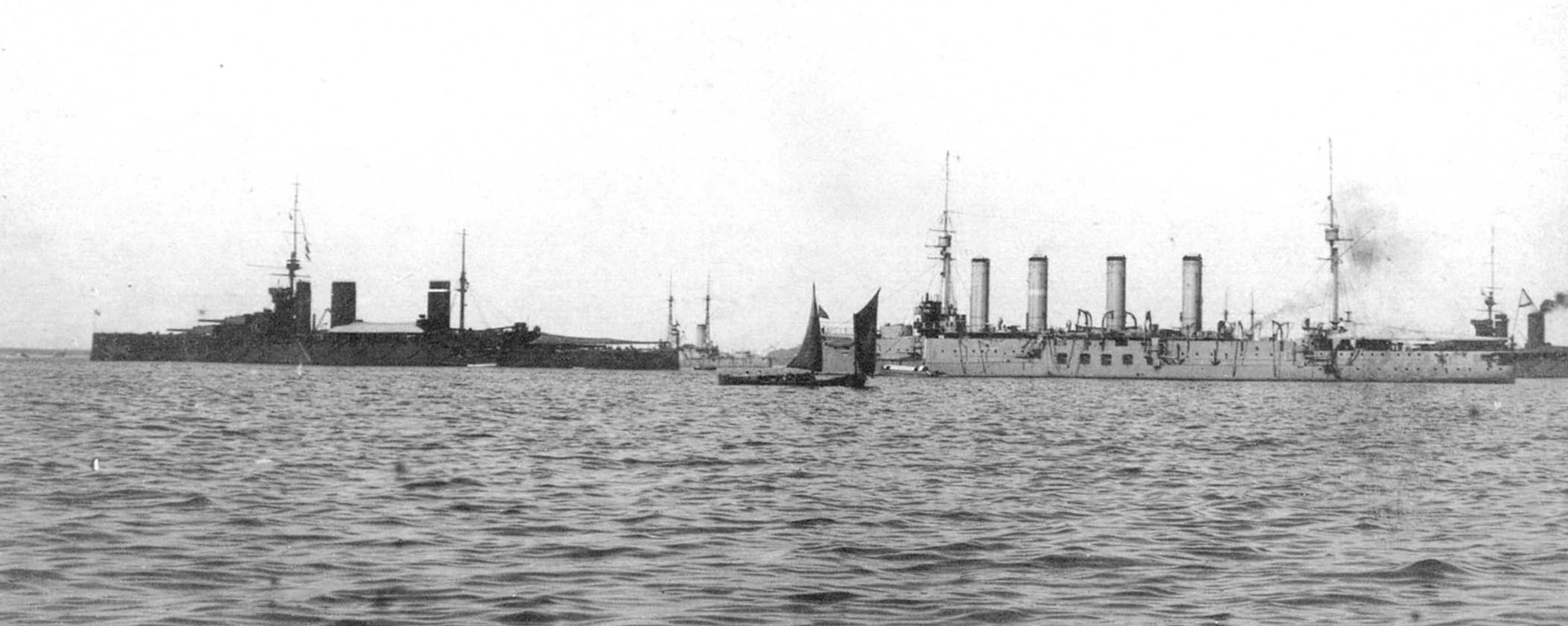
就役時の1914年にクロンシュタット港で撮られた「プリンセス・ロイヤル 」。中央部に見える戦艦はロシア帝国海軍の「アンドレイ・ペルウォスワニ」で左側の装甲巡洋艦は「アドミラル・マカロフ」。